# Diga di Korkuteli
La diga di Korkuteli è una diga della Turchia. Si trova nella provincia di Antalya.